# Phylloicus elegans
Phylloicus elegans är en nattsländeart som beskrevs av Charles L. Hogue och Denning in Denning, Resh 1983. Phylloicus elegans ingår i släktet Phylloicus och familjen Calamoceratidae. Inga underarter finns listade i Catalogue of Life.